# Dina Hviid

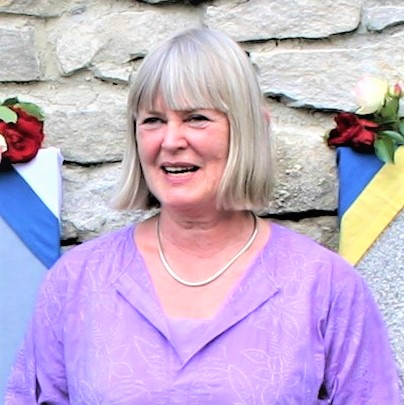
Dina Hviid 2006

Dina Hviid (Christina Dina Hviid, * 10. Februar 1947 in Dänemark) ist eine schwedische Bildhauerin.

## Leben und Werke
Dina Hviid verbrachte ihre Kindheit in Dänemark. Der Bildhauer Henry Heerup lebte in seinem Garten inmitten von Steinskulpturen, er weckte ihr Interesse mit dem Stein zu arbeiten. In Bohuslän war sie von Steinen umgeben. Hier lernte sie den Stein richtig zu behandeln, Unterschiede zu beachten, wie Gesteinsbrocken, Granit, Gneis, Diabas, Labradorit und Marmorblöcke.
Dina Hviid besuchte die Nyckelvik Art School auf Lidingö für Kunst, Keramik und Textilien (1967) und schloss 1977 ihr Studium an der Königlichen Akademie der Künste in Stockholm ab. Sie wurde Mitglied bei der Schwedischen Künstler-, und Bildhauervereinigung.

### Werke im öffentlichen Raum
Auswahl:
- „Sjomarke“, Labrador.[4]
- 1995 Zollschule, Stockholm. „Hier und jetzt, mitten im Leben.“ Stein, Labradorit, Kopfsteinpflaster.[5]
- 2000 „Ausruhen“, Gneis. Stockholm.
- 2004 Leksand am Strand „Die Steine“[6]
- 2006 Ameland, Niederlande. Hinauf.[7]
- 2014 „Vom Berge“[8]
- 2018 Im Skulpturenpark Trollhättan[9]
- 2019 Atelier „ateljehuset“ Dina Hviid.[10]

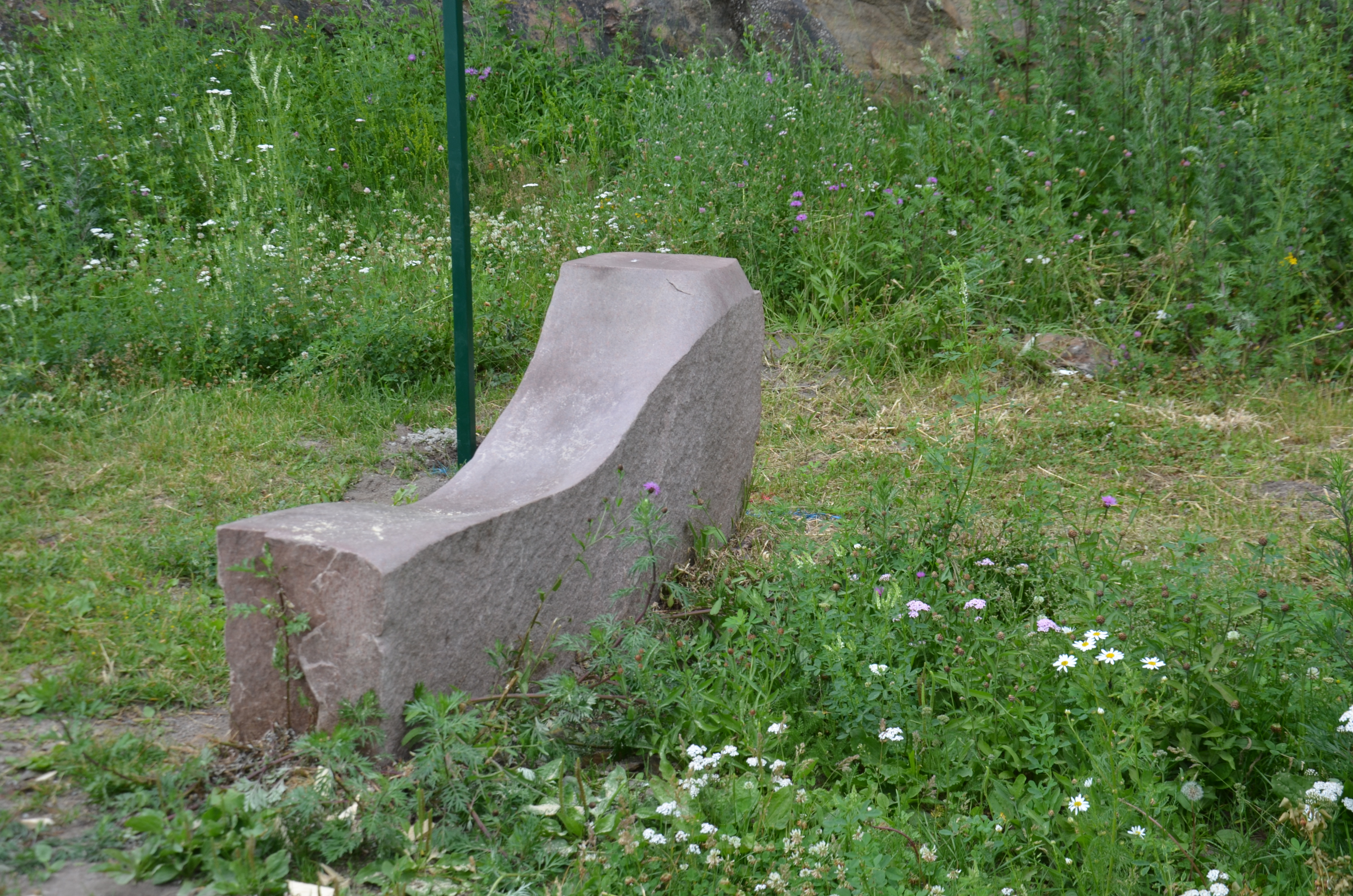
„Ausruhen“ Gneis, 2000
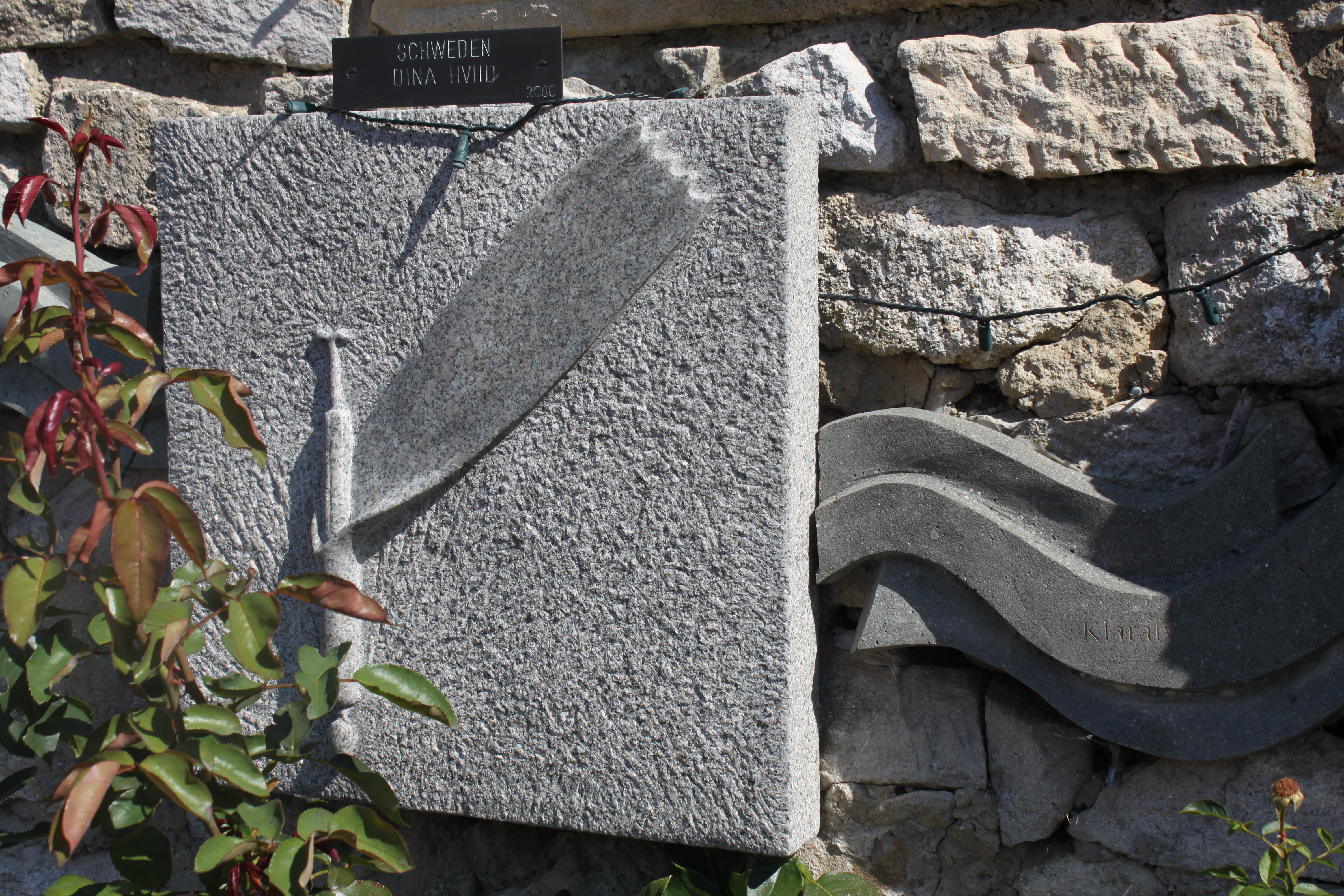
Europa-Wand Kaisersteinbruch Schweden 2006/Foto 2019

### Teilnahme bei Symposien und Ausstellungen
- Bildhauervereinigung Archiv der früheren Ausstellungen.[11]
- 2022 Wunderbare Naturskulptur im Kulturzentrum Dronninglund, Nordjütland in Dänemark.
- 2020 Bauernhofausstellung im Atelier von Torsten Renqvist[12]
- 2019 Der Daumen des Bildhauers.
- 2016 Bildhauervereinigung 40 Jahre in Ronneby, im Kulturzentrum Kallingevägen 3.[13]
- 2016 Kunst im Badehaus des Ateljéhuset.
- 2015 Schlossgalerie von Ekebyhov
- 2015 „Nach dem Chaos“ Skulpturenpark Ängelsberg.
- 2010 Skulpturenpark Marsvinsholms
- 2006 präsentierte das Europa-Symposium Kaisersteinbruch im Burgenland, Österreich, die Länderplatten der Bildhauerinnen Saura Sermenghi für San Marino und Dina Hviid für Schweden auf der Europa-Wand. Ehrengast und Festredner war Štefan Holčík, Historiker und Vize-Bürgermeister von Bratislava, Slowakei.[14]
- 2004 Skulpturenausstellung im Landsorts fyr auf der Insel Öja. Die Wege sind mit Skulpturen gesäumt, verschiedene Stile, in Stein, Metall, Holz. So ist eine „Open-Air-Kunsthalle“ entstanden.
- 1997/98 Symposium russischer und schwedischer Künstler, (5 skandinavische Künstler Marta Anderdott, Asbjørn Andresen, Ann Carlsson Korneev, Leo Pettersen, Lars Widenfalk.[15]